# Виборзька губернія
Виборзька губернія (фін. Viipurin lääni, швед. Viborgs län) — адміністративно-територіальна одиниця в складі Російської імперії з 1744 по 1917 рр. В 1719—1744 роках існувала Виборзька провінція Санкт-Петербурзької губернії. У 1802 році була перейменована в Фінляндську губернію. У 1812 році губернія увійшла до складу Великого князівства Фінляндського, а потім входила до складу незалежної Фінляндії (1917—1940, 1941—1944).

## Географія
В період входження до складу Фінляндії, її крайня південно-східна частина простягалася приблизно від 60°7' до 62°42'8" п. ш. (не рахуючи належить до Виборзької губернії частині Фінської затоки з її островами; ця частина простягалася на південь приблизно до 59°45' і 26°26' до 32°47' сх.д. (від Гринвіча).
До складу губернії входила більша частина так званої Старої Фінляндії (Vanha Suomi або Gamla Finland), а саме південна частина Карелії, сама південна край Саволакс і менш значні частини Нюланда і Тавастланда.
Річка Кюммене (фін. Kymijoki або швед. Kymmene älv) становила більшу частину західної межі губернії. На півночі Виборзька губернія межувала з П.-Міхельською та Куопіоською губерніями. Східна межа Виборзької губернії з Олонецькою губернією (а разом з тим і частина східного кордону Фінляндії) проходить спочатку вздовж хребта, що належить до системи Манселькя, потім по озеру Унус-ярви (Unusjärvi) і річці Ирстаан-йокі (Irstaanjoki), притоку річки Суойоки (Suojoki); далі кордон йде приблизно на південь, роблячи неправильні вигини, до Ладозького озера.
Південно-східна межа губернії йшла по Ладозькому озеру на південний захід до західного берега озера, далі йде на захід, повертає на південь і слід течією річки і Сестра (фін. Rajajoki, швед. Systerbäck) до Фінської затоки, відокремлюючи Виборзьку губернію від Петербурзької. Південну межу Виборзької губернії становить Фінську затоку.

### Острови у Фінській затоці
До Виборзької губернії належали і острови, що лежали далеко від північного берега затоки, здебільшого навіть ближче до південного берега: Гогланд (фін. Suursaari або швед. Hogland), Великий Тютерс (фін. Tytärsaari або швед. Tyterskär), Малий Тютерс (Sayvi, або Vähä-Tytärsaari), Лавенсаари (фін. Lavansaari або швед. Lövskär), Пенинсаари і Сешер (фін. Seiskari, Seitskaarto або швед. Seitskär).
До приєднання цих островів до СРСР в 1940 році, населення цих островів фінського походження, займалося рибальством, полюванням на тюленів і лоцманством. Останнє було тут особливо необхідно, так як згадані острови оточені безліччю небезпечних скель, мілин і підводних каменів, на яких щорічно трапляються аварії. Тому тут влаштовано багато морських знаків і маяків: три маяки на Гогланді, один на Сейтскаарто, два на скелях на північ від Лавенсаари і два на скелях на південний захід від Гогланда; до революції всі ці маяки утримувалися на кошти російської казни і перебували у віданні Санкт-Петербурзького адміралтейства.

### Узбережжя Фінської затоки
Що стосується власне берегів Фінської затоки і прибережної смуги його в межах Виборзької губернії, то східна частина берега до мису Стюрсудд (швед. Styrsudd) низинна і піщана і зовсім позбавлена островів; далі берег ухиляється більше на північний захід, характер його стає більш типовим фінляндським, обриси більш порізаними, і скоро зустрічається значна група островів, що складається з чотирьох великих: Бьерке (фін. Koivisto або швед. Björkö), Бископсе (фін. Piispsaari або швед. Biskopsö), Туорсаари і Соукансаари і безлічі дрібних; між цією групою і твердою землею тягнеться досить вузький (2-4 версти), але довгий (близько 25 верст) протоку Бьерке-сунде (швед. Björkö sund), відомий по війні 1790 року.
Слідом за ним, йдучи на захід, ми зустрічаємо Виборзький затоку (фін. Viipurinlahti або швед. Viborgska viken); вхід в нього перегороджений на ¾ ширини довгим і вузьким півостровом Бьерке. По той бік півострова затока сильно розширюється у напрямку на південний схід і покритий безліччю островів; у протоці Тронсунд (фін. Uuras або швед. Trångsund — вузький протоку між островами Уурансаари і Суонионсаари зупинялися на якорі для навантаження і розвантаження великі судна, а менш значні проходили до самого Виборга і далі, до входу в Сайменського каналу. На захід від Виборзького затоки починається смуга справжніх шхер.
Ближче всього до Виборзького затоки лежить група Питкэпааси (фін. Pitkäpaasi) з гарною якірною стоянкою; далі на захід берег утворює затоку Виролахти (фін. Virolahti) або Ведерлакс (швед. Vederlax). Безліч окремих островів і груп покриває цю частину затоки; завдяки цьому, парусні судна знаходять тут за часів більш або менш безпечне укриття від бурі; зате плавання тут взагалі дуже небезпечно від безлічі скель; без лоцмана тут не йде ніхто.
На шляху між Питкэпааси і Гогландом лежить добре відома морякам група Аспегаддар (швед. Aspögaddar або швед. Perkelskär), оточена небезпечними підводними каменями; на ній знаходиться маяк. На північ від цієї групи лежить відкритий простір, провідне в затоку Веккелакс (фін. Vehkalahti або швед. Veckelax), у якого лежать Фредриксгам (фін. Hamina або швед. Fredrikshamn). Далі на захід лежать 3 великих острови: Кирккомаа (фін. Kirkonmaa), Куутсало (фін. Kuutsalo або швед. Kutsalö) і Котка; протоку між двома останніми і є чудовий в історичному відношенні Свенсксунд (швед. Svensksund) або Руотсинсальми (фін. Ruotsinsalmi).

### Узбережжя Ладозького озера
Більшу частину південно-східного кордону Виборзької губернії становить, як вже було сказано, Ладозьке озеро. Майже з самої межі з Петербурзької губернії берег починає змінювати характер, який він носить у південній частині озера; вже поблизу гирла Суванто ми зустрічаємо високі порослі лісом піщані пагорби і ози, що складаються з ерратичних валунів і кругляка і витягнуті по напрямку до берега Ладозького озера з північного заходу на південний схід. На північ від Вуокси, зараз за річкою Хиитола відслонюються граніти, і тут місцевість отримує вже типовий фінляндський характер, представляючи ту ж посіченість берегів і утворення шхер, як і вздовж північного берега Фінської затоки.
Найбільш значні острови вздовж західного берега: Коневец або Кононсаари і Кексгольм (швед. Kexholm) або Кякісалмі (фін. Käkisalmi) з містом і фортецею того ж імені, що лежить у гирлі Вуокси. Найбільш розвинені шхери біля північно-західного берега Ладозького озера. Тут ми зустрічаємо біля берегів острів Тоуна або Кильпола, Риеккалансари (у Сердоболя) і безліч інших островів. У північно-східного берега найбільш значні Ууксулахти, Мансинсаари і Лункулансаари. З островів, що лежать далі від берегів, особливо чудовий Валаамський архіпелаг, прямовисно піднімається з найглибшій частині Ладозького озера (Див. Валаам).

### Рельєф
Поверхня Виборзької губернії є досить нерівною; найбільш значні височини є хребти Сальпауселькэ (фін. Salpausselkä), малий Сальпауссельке і Ейрепеенсельке (фін. Äyräpäänselkä). Перший з них входить в північно-східну частину Виборзької губернії і дає відріг, що йде в напрямку на південний схід, в Олонецьку губернію, потім переходить в Куопіоську губернію і знову входить у Виборзьку губернію біля східного берега озера Пюхеярві (фін. Pyhäjärvi) в повіті Сортавала; звідси цей хребет йде на південний захід, а потім на захід і переходить в Нюландську губернію.
Сальпауссельке служить вододілом між Ладозьким озером та озером Саймаа (фін. Saimaa або швед. Saimen), а далі на захід — між цим останнім і Фінською затокою. У східній частині він покритий делювиальными наносами, і граніти оголюються лише місцями; далі на захід граніт і гнейс всюди є переважаючими; дещо західніше Сальпауссельке проривається Вуоксою, що утворює тут знаменитий водоспад Іматру, а ще більше на захід його прорізує Сайменського каналу. Починаючи звідси, цей хребет представляє вже піщаний, всіяний окремими брилами рапаківі і порослий рідким лісом.
Він являє надзвичайні зручності для проведення дороги, яка тягнеться по хребту протягом більше 200 верст; упродовж багатьох десятків верст тягнеться за ним і Фінляндська залізниця (на ділянці, що лежить на схід від станції Рихімяки). Висота хребта в межах Виборзької губернії досягає 100 м. Паралельно описаному хребта на північ від нього на відстані 20-40 верст тягнеться Малий Салпауссельке, який починається біля західного берега озера Пюхе-ярві і йде до південно-захід, перетинаючи озеро Сайму. Хребет цей можна розглядати як відріг Великого Сальпауссельке.
Інший важливий відріг являє Ейрепеенсельке, який відокремлюється від головного хребта на північ від Сайминського каналу і прямує на південний схід уздовж західного берега річки Вуокси; біля витоків річки Раяйоки (фін. Rajajoki або швед. Systerbäck) він переходить в Санкт-Петербурзьку губернію.

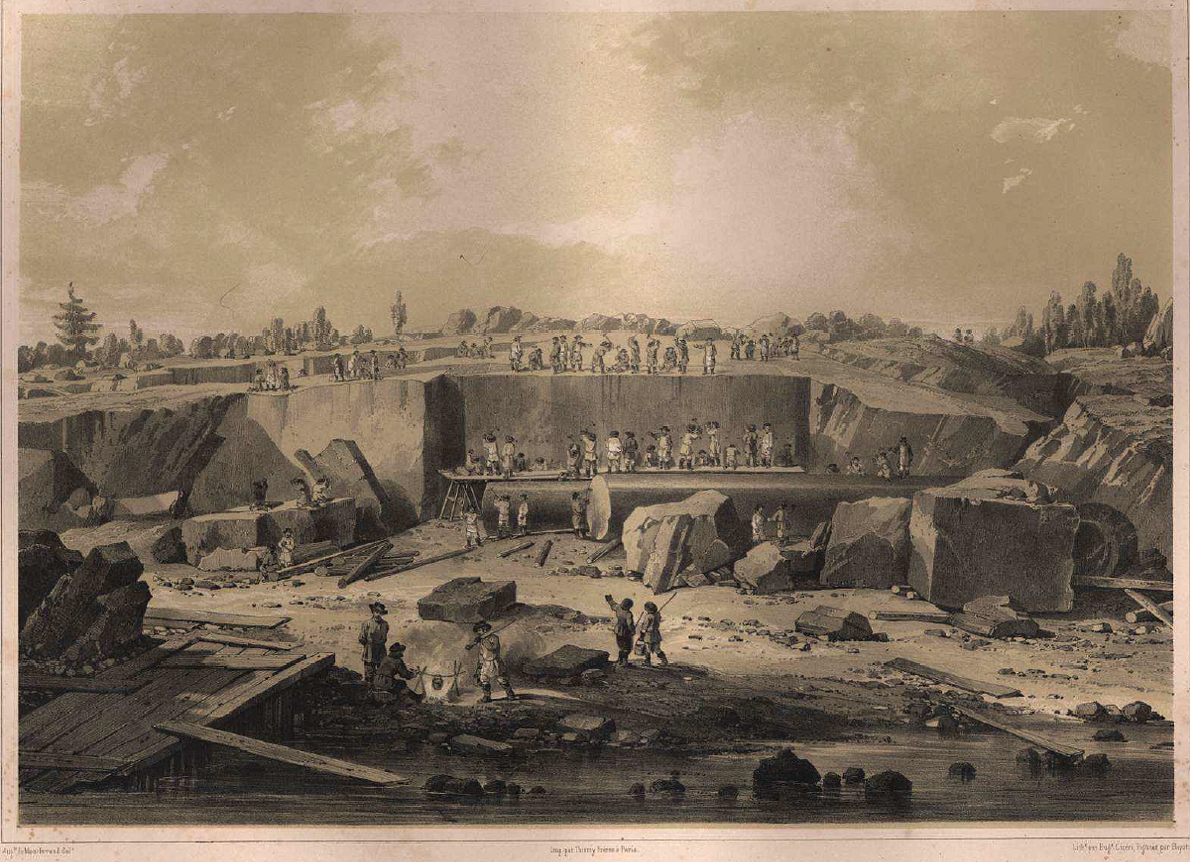
Виготовлення колонн Ісаакіївського собору у Пютерлакській копальні

Простір між Сальпауссельке та берегом Ладозького озера являє місцевість найбільш важливу з мінеральних багатств у всій Фінляндії; тут у повіті Сортавала знаходиться мармурова гора Рускеала, близько 2 верст завдовжки, ½ версти завширшки і до 150 футів висотою (див. нижче). Прибережна смуга Фінської затоки є у східній частині більш рівною; далі на захід вона вкрита численними підвищеннями, що складаються з раппаківі (гнилий камінь); цей же рід граніту, але тільки менше вивітрюваний, видобувається у копальнях Пютерлахті (фін. Pyterlahti або швед. Pyterlaks).
Острови Фінської затоки взагалі не високі; виняток становить острів Гогланд, на якому височіють три вершини висотою приблизно до 180 метрів, що їх далеко видно із моря; переважаюча порода — порфір. Переважнаюча гірська порода Виборзької губернії гнейсо-граніт, менш розвинений раппаківі; справжній гнейс знаходиться лише на обмеженому просторі біля північно-західного берега Ладозького озера, сланці і зеленокам'яні породи лише на невеликій протяжності біля північного берега Ладозького озера і далі на північ.

### Гідрологія
Що стосується зрошення Виборзької губернії, то вона займає частину басейну Фінської затоки і частину басейну Ладозького озера. З річок першого вирізняється з Нюландською губернією річка Кюммене (фін. Kymi або швед. Kymmene) з озерами Пюхе-ярві (Pyhäjärvi) (крізь яке вона протікає) та Вуохі-ярві; зі сходу в Кюммене вливаються води системи великого озера Ківі-Ярві, що лежить між Великим і Малим Сальпауссельке. Далі на схід в Фінську затоку впадає ряд невеликих річок, в тому числі Сіестарйокі або Сістербек (фін. Rajajoki або швед. Systerbäck) — прикордонна із Росією. З річок Ладозького озера особливо прикметна Вуокса (фін. Vuoksi або швед. Vuoksen), що впадає в Ладозьке озеро біля Кексгольма. В межах Виборзької губернії знаходиться і велика частина озера Сайма, покритого безліччю островів. Верст за 30 на захід від витоків Вуокси починається Сайменський канал, що йде приблизно у напрямку на південний схід до Виборзької затоки. Зрештою, частково належить Виборзької губернії і велика річка Суойокі або Шуя, що витікає з озера Суоярві (фін. Suojärvi).
Весь простір Виборзької губернії, за обчисленням Стрельбицького, дорівнює 43056 км (37833 кв. версти), материк з внутрішніми водами займає 42716,7 кв. км, озера з частиною Ладозького, що належить до цієї губернії — 12587,2 кв. км. За Ігнаціусом, простір, зайнятий болотами і торфовищами, 8626,76 кв. км, що становить 24,1 % всієї поверхні губернії, якщо не брати до уваги, що до неї належить частина Ладозького озера; внутрішні води становлять 10,5 %; таким чином, беручи до уваги Ладозьке озеро, води і болота становлять 34,6 % всієї поверхні Виборзької губернії. Тільки Куопіоська, Вазаська і Сент-Міхельська губернії мають більше поверхневих вод.

## Історія
Виборзька губернія з давніх-давен служила полем битв між шведами та росіянами; велика частина її разом з Виборгом була приєднана до Росії згідно Ніштадського миру, західна ж частина — за Єлизавети Петрівни. До складу Великого князівства Фінляндського Виборзька губернія увійшла в 1811 році.

### Виборзький лен і Виборзька провінція

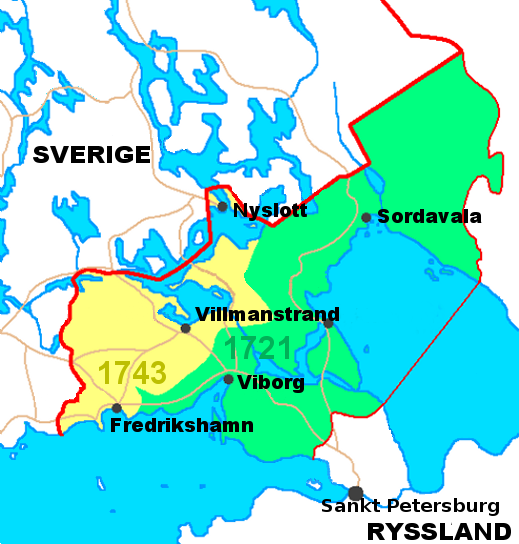
Утворення Виборзької провінції у 1721 році та перетворення у губернію внаслідок приєднання нових земель (1743)

У 1700 році почалася Велика Північна війна. За часів кампанії 1703 року в боях з армією Швеції російські війська захопили Нієншанц і зайняли узбережжі річки Неви, а в її гирлі цар Петро I повелів заснувати місто Санкт-Петербург.
Восени 1706 року, скориставшись видаленням Карла XII в Саксонію, Петро I з 20-тисячним військом здійснив атаку на Виборг, проте шведський гарнізон відстояв фортецю.
В 1708 році Петром I була заснована Інгерманландська губернія з центром в Шліссельбурзі.
В 1710 році, після розгрому шведської армії під Полтавою, Петро I вирішив вдатися до нової спроби оволодіти Виборгом. Після облоги місто було взято російськими військами 9 червня. Через три місяці, 8 вересня, російськими військами була взята Кексгольмська фортеця — центр Кексгольмського лена.
В 1710 році в Російській імперії на основі Інгерманландської губернії була створена Санкт-Петербурзька губернія.
В 1719 році Петром I до Росії були приєднані завойовані на заході землі, в тому числі і Виборг. Адміністративно нові території увійшли до складу Санкт-Петербурзької губернії як Виборзька провінція.
Після закінчення у 1721 році Північної війни відповідно до умов Ніштадтського мирного договору Швеція визнала приєднання до Росії Інгерманландії, Кексгольмського лена і частини Карелії з Дистриктом Виборзького лена.
Виборзька провінція існувала до 1744 року.

### Виборзька губернія Російської імперії

Виборзька губернія з поділом на провінції. 1772 рік

Після російсько-шведської війни між Швецією і Росією 17 серпня 1743 року був укладений Абоський мирний трактат, за яким Швеція поступилася Росії південно-східною фінською провінцією Кіменегерд з фортецями Фрідріхсгамом і Вільманстрандом, а також містом і фортецею Нейшлот.
14 (25) січня 1744 року імператриця Єлизавета Петрівна затвердила доповідь Сенату про утворення Виборзької губернії. У губернію включили частину Санкт-Петербурзької губернії (Виборзька і Кексгольмська провінції) і приєднані землі Фінляндії (південно-східна частина лена Кюмменегорд-Нейшлот.

### Виборзьке намісництво(1783—1797)

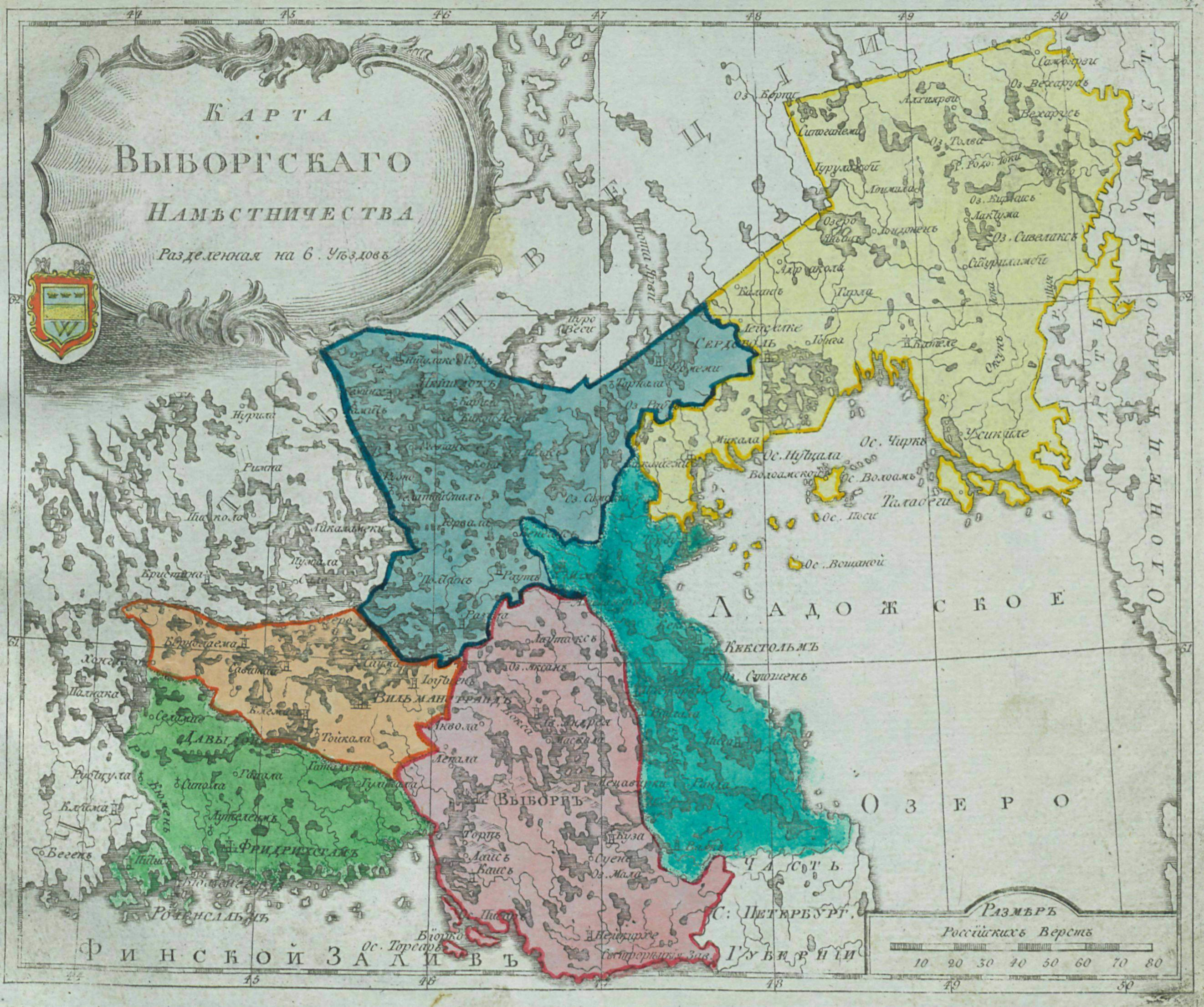
Виборзьке намісництво (1792 год).

7 листопада 1775 року Катерина II підписала закон «Установи для управління губерній», відповідно до якого розміри губерній були зменшені, їх кількість збільшено вдвічі, ліквідовано провінції (в ряді губерній всередині них були виділені області) і змінена нарізка повітів. Процес заміни старих губерній новими, які стали називатися «намісництво», розтягнувся на 10 років (1775—1785). В ході цієї реформи влітку 1783 року Виборзька губернія була перетворена в Виборзьке намісництво, без зміни території (раніше в складі губернії існувала Виборзька провінція).
25 липня 1783 року було видано указ Катерини II "Іменний, даний Сенату. Про складання Виборзького намісництва з шести повітів і про перейменування містечка Сортавала містом ". Були утворені Виборзький, Сердобольський, Кексгольмський, Нейшлотський, Вільманстрандський і Фрідріхсгамський повіти. Центральним адміністративно-судовим органом для намісництва була Юстиц-колегія Ліфляндських, Естляндських і Фінляндських справ.
В кінці 1796 року, відразу після воцаріння Павла I, Виборзьке намісництво було знову перетворено в губернію.

### Фінляндська губернія (1802—1811)

Фінляндська губернія, 1803 рік

Зі вступом на престол Олександра I в 1801 році була відновлена колишня сітка губерній. 13 (25) грудня 1802 року Виборзька губернія була перейменована в Фінляндську з центром у Виборзі (т. Зв. «Стара Фінляндія»).
Після перемоги Росії в Російсько-шведській війні 1808—1809 років Шведське королівство поступилося землями Фінляндії, Аландськими островами і східною частиною Остроботнії (Похя'нмаа) до річок Торнео і Муоніо, в «вічне» володіння Російської імперії. Завойована область перейшла за Фридрихсгамським мирним договором «у власність і державне володіння імперії Російської» як Велике князівство Фінляндське.

### Виборзька губернія. У складі Великого князівства Фінляндського (1811—1917)
23 грудня 1811 року імператор Олександр I видав указ, про приєднання Фінляндської губернії (так званої Старої Фінляндії), в яку входив і Кексгольмський повіт, до Великого князівства Фінляндського («Нової Фінляндії»). Це сталося завдяки особистій ініціативі Густава Моріца Армфельта
За рахунок цього перетворення територія Великого князівства Фінляндського помітно збільшилася: від Кюмійокі до Райяйокі на Карельському перешийку і на сході до Ладозького озера. Кордон князівства Фінляндського відсунувся до річки Сестри. У фінське управління перейшли також міста і фортеці Виборг, Фрідріхсгам (Гаміна), Вільманстранд (Лаппеенранта), Нейшлот (Савонлінна) і Кексгольм.
При цьому губернія отримала колишню назву Виборзька губернія. Губернія була розділена на сім повітів: Виборзький, Кюмі, Лапеє, Яяскі, Ряйсяля, Куркійокі і Сортавальський
Адміністративно-правове становище Виборзької губернії, в тому числі статус селянства та інших станів, статус шведської мови, були приведені у відповідність до збереженого зі шведського часу законодавства Великого князівства Фінляндського. У цих умовах частина російського населення, що формувався з початку XVIII століття, переселилася у внутрішні губернії Росії.
Після скасування Юстіц-колегії в юридичному відношенні губернія з 1839 року перебувала у віданні Виборзького гофгеріхта (фін. hovioikeus, швед. hovrätt), а в церковному відношенні лютерани перебували в юрисдикції єпископа Боргоської єпархії. Заснована в 1554 році Виборзька єпархія була перенесена в 1723 році в Порвоо, оскільки у 1721 році по Ніштадтським миром Швеція втратила Виборг і частину південно-східної Фінляндії.
Для православних в Виборзі було духовне правління, підлегле митрополиту Новгородської і Санкт-Петербурзької єпархії (1775—1799). В 1859 році було засновано Виборзьке вікаріатство Санкт-Петербурзької єпархії. А в 1892 році вікаріатство було перетворено в самостійну Виборзьку і Фінляндську єпархію Російської православної церкви.
Переважна більшість населення були лютеранами; православного віросповідання були росіяни і частина фінів в східних частинах губернії (в парафіях Сальміс, Суйстамо і Суоярві, а також в селі Кітель (фін. Kitelä) паарфії Імпілахті. Була також невелика єврейська громада.

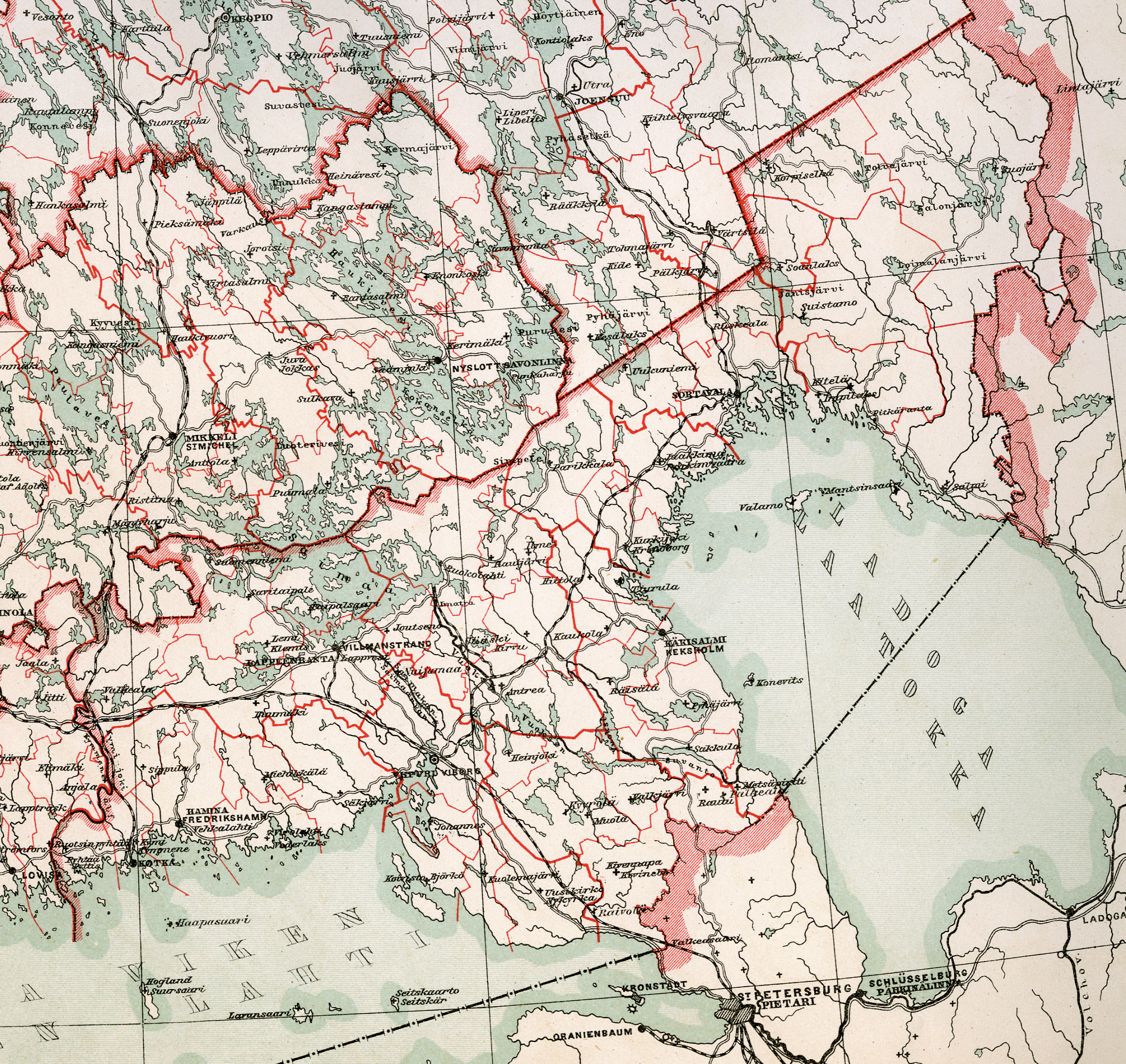
Виборзька губернія, 1897 рік

На початку XX століття Виборзька губернія складалася з дев'яти повітів (швед. härad):
- Страндаський (парафія Стренд, фін. Ranta або швед. Stranda), центр — місто Виборг.
- Еуряпяський (парафія Еуряпя, фін. Äyräpää).
- Кексгольмський (парафія Кексгольм, фін. Käkisalmi або швед. Kexholm), центр — місто Кексгольм.
- Кроноборзький (парафія Кроноборг, фін. Kurkijoki або швед. Kronoborg), центр — місто Кроноборг.
- Кюменський (парафія Кюммене, фін. Kymi або швед. Kymmene), центр — село Кюмені.
- Лаппвесіський (парафія Лаппвесі, фін. Lappvesi), центр — село Лапвесі.
- Салміський, центр — Салми (прихід Салміс, фін. Salmi або швед. Salmis), центр — село Сальміс.
- Сердобольский (парафія Сордавала, фін. Sortavala або швед. Sordavala), центр — місто Сердоболь.
- Яскіський (парафія Яскіс, Jääski або Jäskis), центр — село Яскіс.

#### Герб
У 1812 році комітетом по влаштуванню Виборзької губернії було вирішено зробити герб міста Виборга губернським гербом. Цей герб був: щит пересічений: у верхній частині три золоті корони: 1 і 2; в нижній блакитній частини золота літера W, щит увінчаний золотою короною. У такому вигляді герб вважався емблемою міста з 1403 року, тоді корона символізувала Швецію, а літера W — шведська назва Виборга (швед. Wiborg).
Після здобуття Фінляндією незалежності, гербом Виборзької губернії стає історичний герб Карелії. Композиція герба наступна: в червоному полі дві руки, які виходять знизу: справа в срібних обладунках з золотими налокітником, що тримає срібний меч; зліва в срібній кольчузі, що тримає криву шаблю; у верхній частині золота корона. Над щитом герцогська корона.
Найперша відоме зображення цього герба в гербовнику датована 1562 роком. Символіка герба відображає боротьбу Швеції і Росії за володіння регіоном; рука в обладунках символізує Швецію, а рука в кольчузі — Росію.

### Губернія Фінляндії (1918—1940)

Герб з 1918 по 1940 року

Входила до складу Фінляндії з 1918 до 1940 та у роки війни з 1941 до 1944.
До 1939 року до складу губернії входило 6 міст: Гаміна, Котка, Кексгольм, Лаппеенранта, Сортавала і Виборг і ще 4 населених пункти, що мали статус kauppala: Коувола, Койвисто, Лахденпохья і Лаурітсала. До складу губернії також входило 66 волостей:
| - Антреа - Валк-ярві - Валкеала - Вахвиала - Вехкалахті - Віролахті - Вуоксела - Вуоксенранта - Виборзька - Еюяпяя - Імпілахті | - Йоутсено - Йоханнес - Каннельярві - Каукола - Кексгольм - Ківеннапа - Кірву - Койвісто - Корпіселькя - Куолемаярві - Куркійокі | - Кюмі - Лавансаарі - Лаппее - Лемі - Луміваара - Луумякі - Метсяпіртті - Мієхіккяля - Муолаа - Нуїямаа - Париккала | - Пюхтяя - Пюхяярві - Раут-ярві - Рауту - Руокалахті - Рускеала - Ряїсяля - Саарі - Савітайпале - Саккола - Салмі | - Сейскарі - Симпеле - Сиппола - Соанлахті - Сортавала - Суистамо - Суоменніємі - Суоярві - Суурсаарі - Сяккіярві - Тайпалсаарі | - Теріокі - Тютярсаарі - Уукуніємі - Уусикіркко - Хаапсаарі - Харлу - Хейн-йокі - Хійтола - Юлямаа - Яааккіма - Яяскі |

### Поділ губернії (1940)

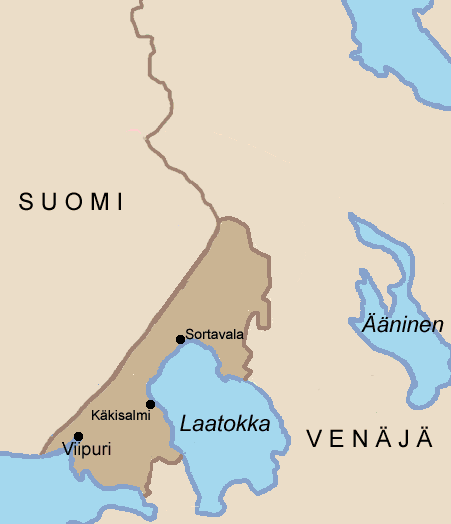
Частина Виборзької губернії, передана Фінляндією СРСР в 1940 році

Після Зимової війни згідно Московським договором Більшість Виборзької губернії була передана СРСР.
В СРСР отримана територія була розділена відразу ж, навесні 1940 року.
VI сесія Верховної Ради СРСР постановила передати більшу, північну, частина нових територій Карельській Автономній РСР і прийняла 31 березня 1940 року закон про перетворення карельської АРСР в Карело-Фінську РСР. Указами Верховної Ради Карело-Фінська РСР від 9 і 27 липня 1940 року в новій території утворено сім адміністративних районів: Виборзький район, Кексгольмський, Куркійокський, Піткярантський, Сортавальський, Суоярвський і Яскінський. Південну частину приєднали до Ленінградської області — були утворені Каннельярвський, Койвістовський, Раутовський райони.

### Губернія у роки війни (1941—1944)
Після завершення 19 вересня 1944 року Радянсько-фінської війни 1941—1944 років згідно з укладеним Московським перемир'ям було відновлено дію Московського договору 1940 року — до СРСР відійшла та ж територія Виборзької губернії, що була визначена Московським договором у 1940 році.
У листопаді 1944 року Виборзький, Кексгольмський і Яскінський райони, віддані в 1940 році в Карело Фінській РСР відійшли до Ленінградської області.

### Скасування (1945)
З решти у складі Фінляндії частини губернії у 1945 році була утворена губернія Кюмі, за винятком громади Корпіселькя, залишки якої були приєднані до громади Тууповаара губернії Куопіо.
Неодноразові евакуації місцевого населення, що проводяться з боку фінської влади, виселення і депортації, здійснювані радянською стороною, в тому числі переселення на територію Карельського перешийка жителів з центральних областей Росії, привели до повного знищення хутірського господарства та традиційної для цих місць системи землекористування, а також ліквідації залишків матеріальної і духовної культури карельського етносу на Карельському перешийку

## Населення
Населення Виборзької губернії у 1887 р обчислювалася в 330823 осіб (чоловіків 162858, жінок 167965); з них у міських поселеннях 26518, в сільських громадах 304305; щільність населення — 10,5 осіб на кв. кілометр. Більшість населення — фінського походження; за даними 1880 р, з 301 975 чоловік населення вважали рідною мовою фінську 291490 чоловік, шведську — 7382; місцями серед корінного фінського населення зустрічаються російські родини, а в приході Моул кілька сіл населене російськими, а саме Червоне Село (фін. Kyyrölä), Кангаспельта (Kangaspelto), Сувенойя (Suvenoja) і Паркина. У містах, крім росіян, є і німці. Шведське населення, крім міст, зосереджується в самій західній частині губернії. Велика частина фінського населення належить до східно-фінської або саволакс-карельської гілки і говорить на відповідному діалекті; західна частина губернії населена фінами західної або тавастландської гілки. Число міст Виборзької губернії 6, містечок 1, сільських громад 49, сіл 1819; середнє населення села 171 осіб (6-е місце у Фінляндії).
У Виборзькій губернії до 1903 р було 438060 осіб. В 1901 р у Виборзькій губернії розмовляли фінською — 407817, шведською — 8821, російською — 3960, іншими мовами — 1012. Міське населення — 49 184 осіб, з них в м Виборзі 33210. Навчальних закладів у 1901 р було 402, з 20895 учнями обох статей; з них середніх навчальних закладів (ліцеїв) 8, з 1080 учнями, нижчих і народних 383, з 19172 учнями, професійних 11, з 643 учнями, в тому числі 1 змішаних для обох статей; вчительська семінарія з 277 уч.

## Економіка
Як землеробство, так і кустарна промисловість знаходяться тут на досить низькому рівні. Через велику кількість води, боліт і трясовини, а також піщаного і кам'янистого ґрунту, землеробство розвинене слабо; у 1885 р оброблена земля становила лише 3,38 % всієї поверхні губернії. За величиною врожаїв Виборзька губернія, разом з Санкт-Міхельською, займає останнє місце; обробка полів належить до гірших в Фінляндії. У 1887 р зібрано гектолітрів: пшениці 3766 (сам врожай -7,69), жита 597885 (сам врожай — 7,07), ячменю 179345 (сам врожай- 5,93), вівса 781 665 (сам врожай — 5,76), вівса з ячменем 11326 (сам врожай — 5,78), гречки 6833 (сам врожай — 8,33), гороху 13870 (сам врожай — 5,64), картоплі 626163 (сам врожай — 5,95); крім того, ріпи і подібних овочів 55710, льону 302709 кілограмів, конопель 115 246 кілограмів. На людину припадало 1,83 гектолітра жита і пшениці, 0,55 гектолітра ячменю, 2,41 гектолітра вівса і змішаного посіву, 0,06 гектолітра гороху і гречки, 1,91 гектолітра картоплі і 0,17 ріпи.
За кількістю жита і пшениці, вівса і змішаного посіву, гороху і гречки, що припадає на людину, Виборзька губернія займає 5-е місце серед губерній Фінляндії; за кількістю ячменю і картоплі — 7-е, ріпи та ін. — 3-е. Щодо гречки, якаї багато тут розвелося; в цьому відношенні Виборзька губернія перевершує лише Санкт-Міхельська. Як і взагалі у Фінляндії, у Виборзькій губернії сильно переважає дрібне землеволодіння і притому в набагато більшому ступені, ніж в інших губерніях Фінляндії. За даними 1887 р з 29387 землевласників губернії було: які мають більше 100 гектарів обробленої землі — 87, від 25 до 100 гектарів — 1940, від 5 до 25 гектарів — 10718, менше 5 гектарів -16642. Кількість худоби у Виборзькій губернії досить значна; у 1887 році налічувалося протягом зими коней і лошат 41433, корів, биків і телят 167028, овець 125455, свиней 44903, кіз 298, домашньої птиці 48578. Значної шкоди приносять тут хижі тварини; у 1887 р у Виборзькій губернії було сплачено мисливцям 4036 марок премії за убитих хижаків.
Виборзька губернія досить багата лісом. Загальна поверхня лісів дорівнює 2191521 гектари; з них приватним особам належить 2070820 гектарів, скарбниці 120701 гектар; по простору лісів, які належать приватним особам, Виборзька губернія займає 2-е місце у Фінляндії. Кращі ліси лежать на північний схід від Ладозького озера; тут сильно розвинений лісовий промисел і багато лісопильних заводів (у 1887 році лісопильних заводів було 34, з них 26 парових; робочих при них 1343 людини; колод розпиляно 1141634 штуки). Благородні породи дерев і фруктові дерева зустрічаються лише в південній частині губернії; в приході Нючюрка (фін. Uusikirkko або швед. Nykyrka — Нова кирка) є насадженими ліс модрин. У лісах східної частини губернії трапляються дикі або здичавілі північні олені; зрідка трапляються у Виборзькій губернії і лосі. Кількість хижих тварин і зокрема ведмедів, як було вже сказано, вельми значна.
У Фінській затоці проводиться важливий лов салаки; взимку під кригою ловиться багато корюшки (близько 400000 кілограмів); в озерах ловиться муйкку (ряпушка — Coregonus albula); в Кюммені багато лососів, лов яких проводиться також в Вуоксі.
Досить важливе значення для Виборзької губернії мають її мінеральні багатства; з усієї Фінляндії найбільш багаті в цьому відношенні місцевості, що лежать біля північного берега Ладозького озера. Виборзька губернія доставляє значну кількість різного каменю для будівель. Найбільш важливі такі ломки: ломки раппаківі в Пютерлахті (Pyterlahti або Pyterlax), в приході Віролахті (фін. Virolahti) або Ведерлаксі (швед. Vederlax) (звідси був доставлений граніт для Олександрівської колони); ломки граніту в Туппурансаарі, близько Виборга; мармурові ломки Рускеала в повіті Сордавала (блакитно-сірий, поцяткований білими і темними жилками мармур, що видобувається в Рускеальських ломках, послужив для побудови Ісаакіївського собору, Мармурового палацу та інших будівель Петербургу); далі, близько Сердоболь існують ломки сірого сіїнітамі-граніту, великі брили якого щорічно вивозяться в Росію (з них зроблений пам'ятник в Новгороді, пам'ятник імператору Миколі і Миколаївський міст в Петербурзі).
У Імпілаксі й інших місцях проводиться ломка польового шпату і кварцу, які щорічно вивозяться в кількості близько 2400 тонн на порцеляновий завод в С.-Петербург. Через Сердоболь вивозиться щорічно каменю приблизно на 100000 марок. У Піткеранті (фін. Pitkäranta) на березі Ладозького озера знаходиться єдиний робочий в даний час мідний рудник; щорічно видобувається міді більш ніж на 300000 марок; тут же видобувається і олово; цього металу за 1884-87 рр. було видобуто приблизно на 163000 марок. У деяких озерах (на 1887 р — в шести) видобувається озерна залізна руда; видобувається також і болотна. У 1886 р було видобуто 3060000 кілограмів залізної руди, з якої виготовлено 1192000 кілограмів покрівельного заліза, 4,6 тисячі кілограмів заліза для ковальських виробів і 12 3,3 тисячі кілограмів цвяхів.
Загальна кількість фабрик і майстерень у 1886 р дорівнювало 835, з 6143 робітниками і валовий цінністю виробництва в 16325724 марки. З числа закладів 368, з 2126 робітниками і 6907855 марками валовий цінності виробництва, перебувають у містах і містечках; інші 467, з 4017 робітниками і виробництвом в 9417869 марок, припадають на села. Винокуріння розвинене слабо. Найбільш значні заводи і фабрики наступні: у Виборзі — миловарний завод і механічна майстерня, біля Виборга, в Нурмісі — фабрика слюсарних виробів, в Перо — завод цвяхів, в Роккола — скляний завод, в Піткеранта — завод для виготовленням червоної залізної фарби, в Райвола — залізний завод, в Суотніемі, близько Кексгольма — фаянсовий завод, в Куусанкоскі — паперова фабрика, в Турппа, біля Фрідріхсгама — пороховий завод, в Інгер — паперова фабрика.
Торговий флот Виборзької губернії складався до 1 січня 1888 р з 625 вітрильних суден, місткістю в 43713 реєстрових тонн, і 64 парових судів в 1685 тонн. Виборзька губернія здійснювала значну торгівлю, особливо лісом.
Важлива в цьому відношенні Котка, яка змагається за лісову торгівлю з Б'єрнеборгом, Виборгом і Фрідріхсгамою. Інші предмети вивозу: масло, худоба, м'ясо, риба, дахове залізо, залізні й сталеві вироби, камінь. Головні предмети ввезення — борошно і кустарні вироби (з Росії). Крім Виборга, Котки і Фрідріхсгама, важливі торговельні пункти: Кексгольм, Сердоболь, Вільманстранд (фін. Lappeenranta або швед. Villmanstrand), Кроноборг (фін. Kurkijoki або швед. Kronoborg).
Уздовж Виборзької губернії проходить Петербурзько-Гельсінгфорсська залізниця; від неї відокремлюються гілки до Котке (від станції Коувола) і до Вільманстранд (від станції Симола). Крім того, будується дорога від Виборга на Сердоболь і далі до Йоенсуу. Величезне значення для Виборзької губернії має Саймінський канал, що з'єднує озеро Сайма з Виборзькою затокою. Звичайних доріг у Виборзькій губернії у 1880 р становить 7905 км, тобто 25 км дороги на 100 кв. км.

## Освіта
Народних шкіл у 1887-88 рр. у Виборзькій губернії було 155 (118 в селах і 37 в містах); з них 71 для дітей обох статей, 43 для хлопчиків, 41 для дівчаток; число учнів у них було 9509. З числа шкіл 142 фінських, 6 шведських, 2 фінсько-шведських, 1 фінсько-німецька, 1 фінсько-російська і 3 російські. Середні навчальні заклади в містах Виборзі, Вільманстранді, Фридрихсгамі, Сердоболі і Кексгольмі.